# Le Cloître-Pleyben
Le Cloître-Pleyben is een gemeente in het Franse departement Finistère (regio Bretagne) en telt 555 inwoners (2005). De plaats maakt deel uit van het arrondissement Châteaulin.

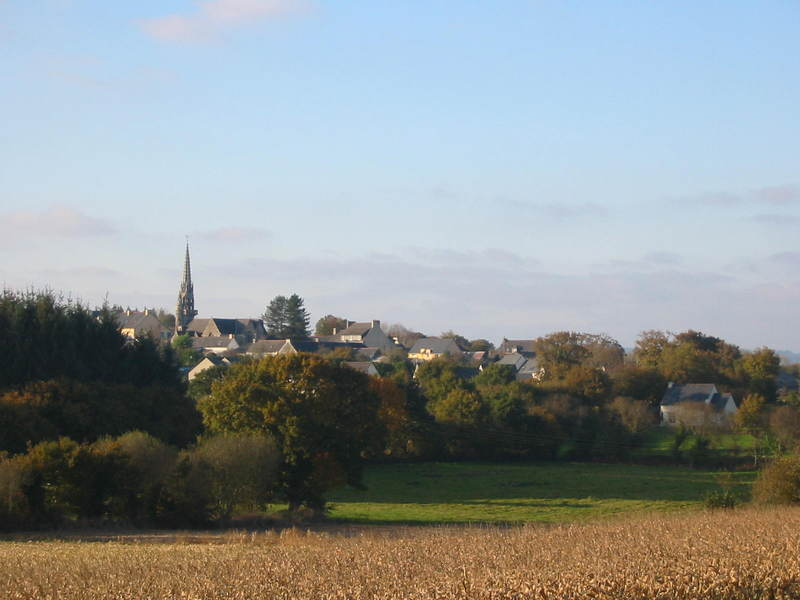
Le Cloître-Pleyben
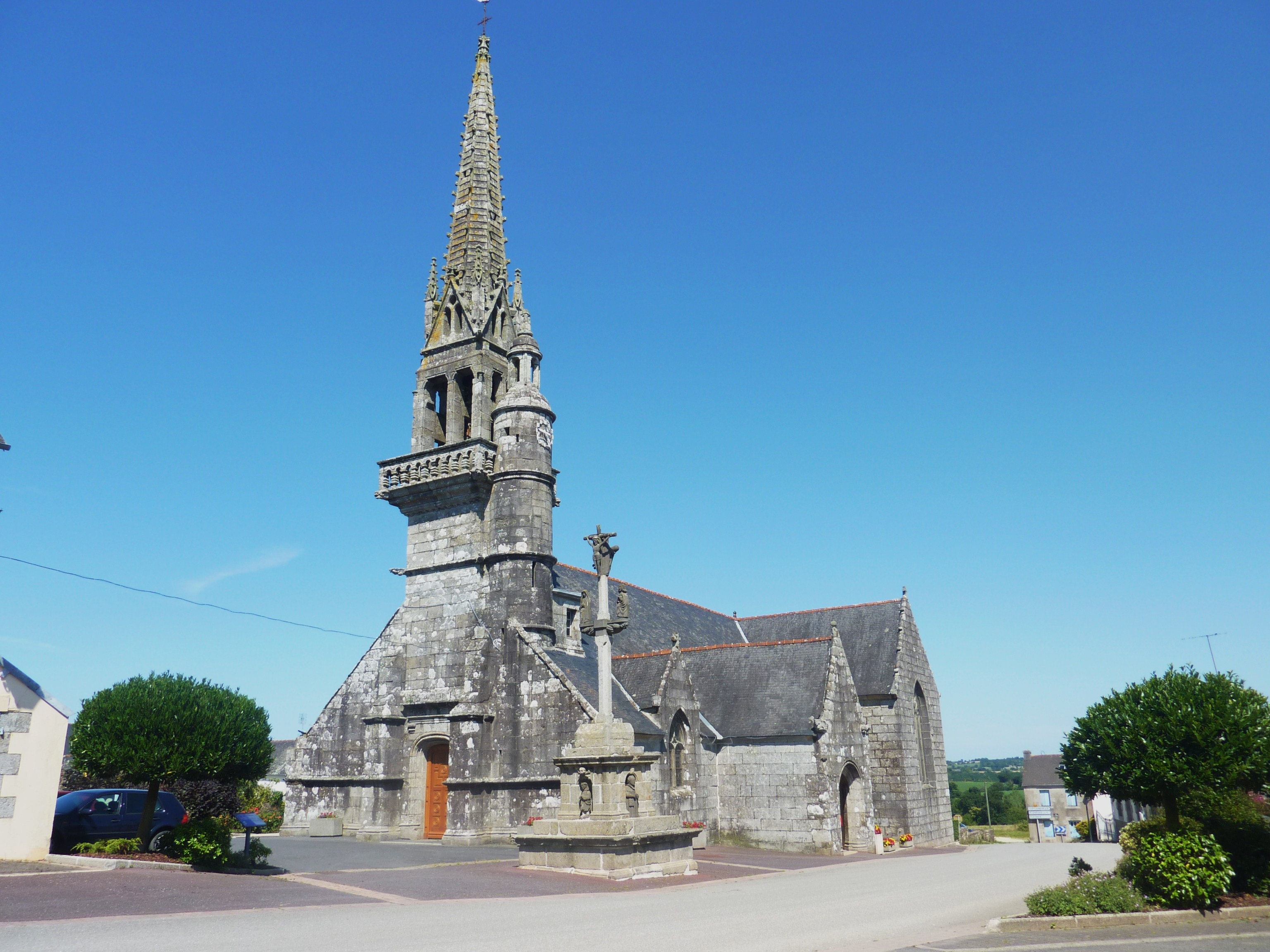
Kerk van St. Blaise
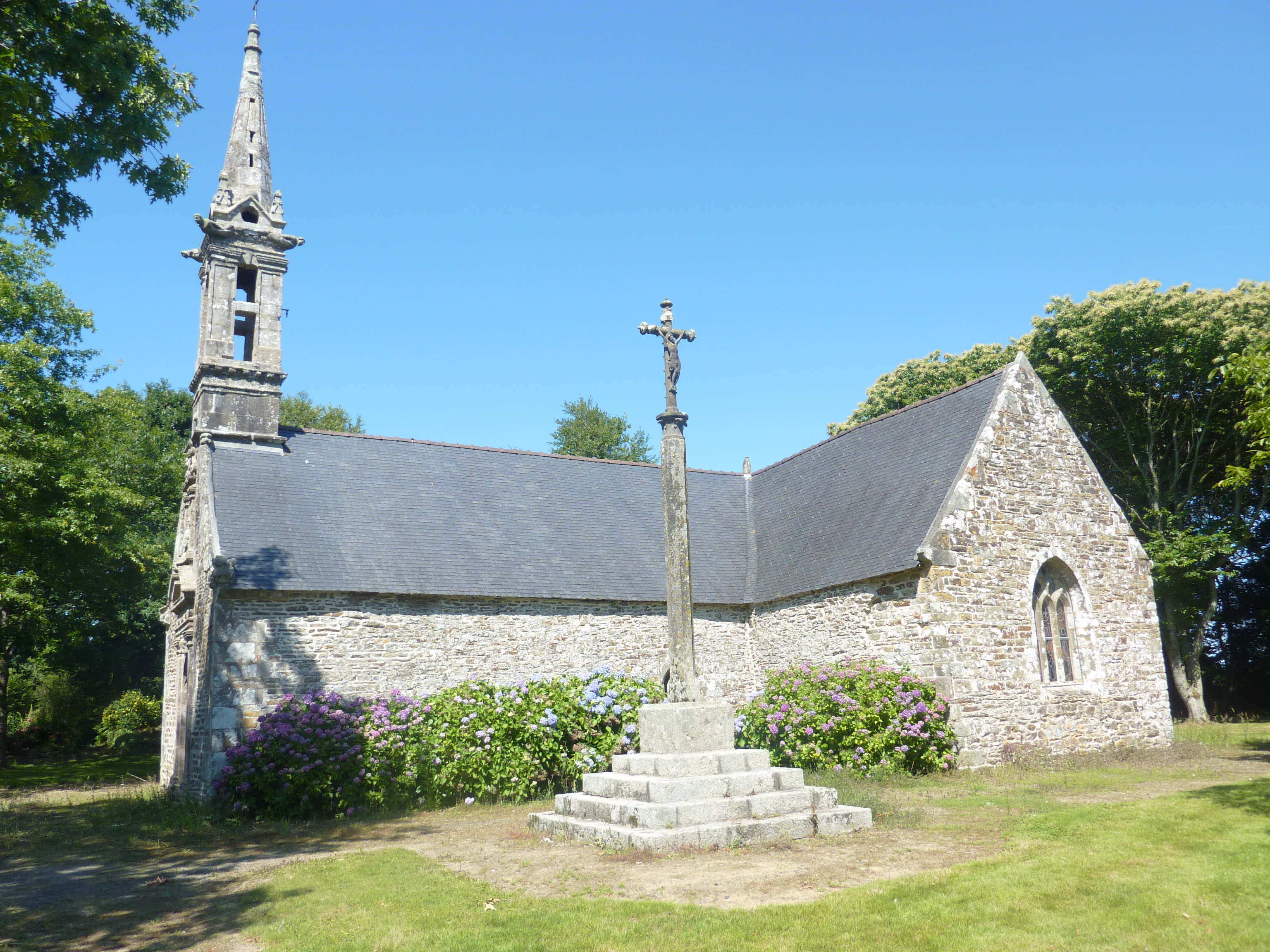
Kerk van St. Johannes de Doper
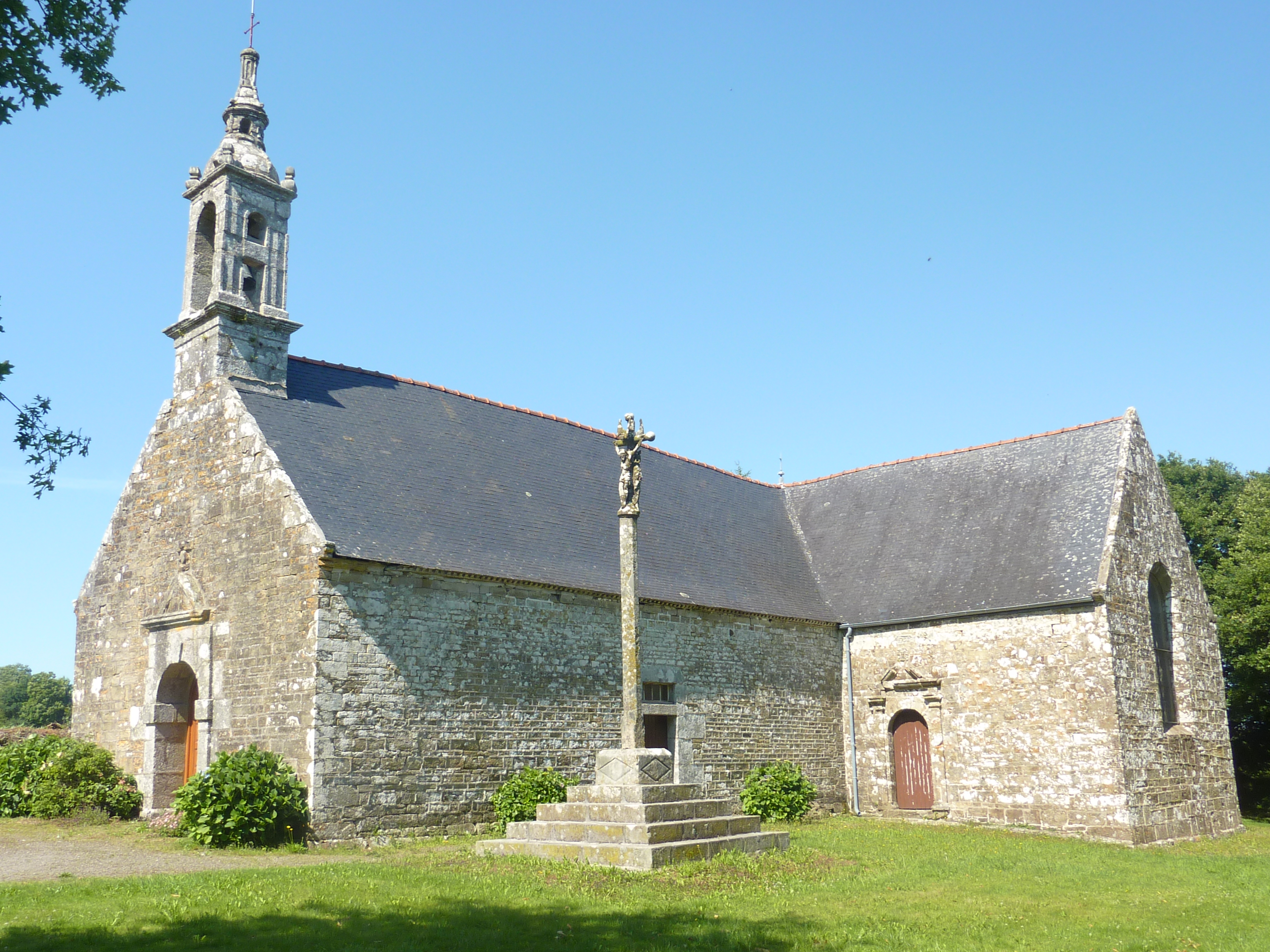
Kerk van St. Voarin

## Geografie
De oppervlakte van Le Cloître-Pleyben bedraagt 20,5 km², de bevolkingsdichtheid is 27,1 inwoners per km².
De onderstaande kaart toont de ligging van Le Cloître-Pleyben met de belangrijkste infrastructuur en aangrenzende gemeenten.

## Demografie
Onderstaande figuur toont het verloop van het inwonertal (bron: INSEE-tellingen).
1. ↑  Populations de référence 2022.